# Argentina, Bochil
Argentina är en ort i Mexiko.   Den ligger i kommunen Bochil och delstaten Chiapas, i den sydöstra delen av landet, 700 km öster om huvudstaden Mexico City. Argentina ligger 1 147 meter över havet och antalet invånare är 224.
Terrängen runt Argentina är huvudsakligen kuperad, men norrut är den bergig. Argentina ligger nere i en dal. Runt Argentina är det ganska tätbefolkat, med 116 invånare per kvadratkilometer. Närmaste större samhälle är Bochil, 1,8 km öster om Argentina. I omgivningarna runt Argentina växer huvudsakligen savannskog.